# Каревський
Каревський (рос. Каревский) — селище у Доволенському районі Новосибірської області Російської Федерації.
Входить до складу муніципального утворення Баклушевська сільрада. Населення становить 33 особи (2010).

## Історія
Згідно із законом від 2 червня 2004 року органом місцевого самоврядування є Баклушевська сільрада.

## Населення
| 1926 | 2002 | 2007 | 2010 |
| ---- | ---- | ---- | ---- |
| 236  | ↘72  | ↘53  | ↘33  |